# Disposable Teens
Disposable Teens (с англ. — «Разовые подростки») — первый сингл из четвёртого студийного альбома группы Marilyn Manson под названием «Holy Wood (In the Shadow of the Valley of Death)», выпущенный 7 ноября 2000 года.
Он был выпущен на двух дисках. Первый, под названием «Disposable Teens Pt. 1», был выпущен 6 ноября 2000 года в Великобритании. На нём присутствовал кавер Мэнсона на песню Джона Леннона «Working Class Hero». Второй диск, под названием "Disposable Teens Pt. 2, который содержал кавер на песню «Five to One» группы The Doors, был выпущен 14 ноября 2000 года. «Disposable Teens Pt. 2» был выпущен также в виде 12-дюймовой виниловой пластинки с картинками.
«Disposable Teens» считается своего рода подростковым гимном, перекликающимся с тем, что Мэнсон видит в подростках, которые жестоко действуют в ответ на родительский и социальный авторитет. Текст припева из песни в некоторой степени позаимствован из песни «Revolution» группы The Beatles. Эта песня также перефразирует строку из книги Джорджа Оруэлла «1984», которая в оригинале звучит так: «You’re only a rebel from the waist down». (с англ. — «Ты всего лишь бунтарь ниже пояса и ниже»). В этой песне эта строка получила новое значение как ссылка поп-культуры на печально известные вращающиеся бёдра Элвиса Пресли, высмеивая утверждение, что они, а также рок-н-ролл, вызвали «упадок западной цивилизации» и продлили «разовых подростков».
Эта песня была показана в фильме «Book of Shadows: Blair Witch 2» во время начальных титров. Профессиональный рестлер Кристофер Дэниелс использовал данный трек в качестве своей темы в Ring of Honor и нескольких независимых рекламных акциях, а также в инструментальном ремиксе для Total Nonstop Action Wrestling, сделанном официальный музыкальным композитором TNA Дейлом Оливером. Также эта песня представлена в качестве скачиваемого контента для рок-группы в рамках «Maythem Tour Pack» и в качестве воспроизводимого трека для Guitar Hero Live.

## Сингл
«Disposable Teens» была написана Джоном 5 и Джорди Уайтом. Текст песни был написан фронтменом группы Мэрилином Мэнсоном. Во время предрелизных интервью Мэрилин описал этот трек как «типичную песню Мэрилина Мэнсона». Её оживлённый гитарный рифф и тевтонское стаккато уходят корнями в песню Гари Глиттера «Rock and Roll, Pt. 2» и песни группы «KISS» из их альбома «The Elder». Лирические темы песни касаются бесправия современной молодёжи, «особенно тех, кто был [воспитан] так, чтобы чувствовать себя случайностью» с революционным идеализмом поколения их родителей. Влияние The Beatles было критическим в этой песне. Припев повторил собственное разочарование Ливерпульского квартета в культурном движении 1960-х годов в первых строках песни «Revolution 1» альбома под названием «White Album». Здесь это чувство было вновь воспринято как призыв к сплочению «разовых подростков» против «недостатков» этого, так называемого, «поколения революционеров», которых обвинила песня: «You said you wanted evolution, the ape was a great big hit. You say ya want a revolution, man, and I say that you’re full of shit.» (с англ. — «Вы говорите, нужна революция. Обезьяна - настоящий прорыв. Вы говорите, нужна революция. А я говорю, что вы пиздоболы.»)

### Видеоклип
Видеоклип был снят режиссёром Сэмюэлем Бейером, премьера клипа состоялась на канале MTV по программе «Total Request Live» 25 октября 2000 года. Мэнсон попросил радиостанция Лос-Анджелеса KROQ-FM помочь распространить информацию о том, что группа ищет 200—250 фанатов, чтобы те оделись в чёрное и приняли участие в съёмках. Клип был снят в Лос-Анджелесе.
Видеоклип начинается с того, что Мэнсон медленно поднимается из того, что кажется озером (символ Третьего и последнего зверя). Видео разрывается между Мэнсоном в нескольких различных обстановках и нарядах, включая наряд Папы Римского, как еда в реконструкции «Тайной Вечери», и самим Мэнсоном, выступающим перед толпой, окружённой фашистскими полицейскими с дубинками в форме распятия. Когда видео достигает кульминации, видно, как толпа свергает охранников.
Было выпущено две версии клипа: одна, с содержанием, упомянутым выше, а другая полностью состоит из сценических кадров из оригинала.

### Каверы
Уже 30 августа 2000 года группа появилась в «Kerrang!». Кроме этого, Мэнсон выразил заинтересованность в создании кавера на песню Леннона «Working Class Hero» из-за его взаимосвязи с «Holy Wood (In the Shadow of the Valley of Death)». Обложка была сделана в промежуток времени, предшествовавший запуску сингла 7 ноября 2000 года. Описывая идеализм Леннона и его влияние на него, Мэнсон сказал: «Некоторые коммунистические настроения Леннона в его музыке позже в его жизни стали очень опасны. Я думаю, из-за этого он и умер. Я не думаю, что его смерть была каким-то несчастным случаем. Кроме этого, я считаю, что он один из моих любимых авторов песен всех времён». Участники группы: Мэнсон, Рамирес и Джон 5 позже исполнили данную песню в рамках специального акустического сета только по приглашению в ночном клубе «Saci» в Нью-Йорке, чтобы отпраздновать выход альбома 14 ноября 2000 года.

## Список композиций
| №  | Название             | Музыка                  | Длительность |
| -- | -------------------- | ----------------------- | ------------ |
| 1. | «Disposable Teens»   | Джон 5, Мэнсон, Рамирес | 3:04         |
| 2. | «Working Class Hero» | Джон Леннон             | 3:42         |
| 3. | «Diamonds & Pollen»  | Гейси, Мэнсон, Рамирес  | 3:55         |

| №  | Название                               | Музыка                              | Длительность |
| -- | -------------------------------------- | ----------------------------------- | ------------ |
| 1. | «Disposable Teens»                     | Джон 5, Мэнсон, Рамирес             | 3:04         |
| 2. | «Five to One»                          | Денсмор, Кригер, Манзарек, Моррисон | 4:22         |
| 3. | «Astonishing Panorama of the Endtimes» | Джон 5                              | 3:59         |

## Чарты

### Еженедельные чарты
| Чарты (2000)                             | Пиковая позиция |
| ---------------------------------------- | --------------- |
| Австралия (ARIA)                         | 46              |
| Франция (SNEP)                           | 67              |
| Италия (FIMI)                            | 7               |
| Нидерланды (Single Top 100)              | 99              |
| Португалия (AFP)                         | 5               |
| Испания (PROMUSICAE)                     | 6               |
| Швеция (Sverigtopplistan)                | 52              |
| Швейцария (Schweizer Hitparade)          | 73              |
| Великобритания (Official Charts Company) | 12              |
| США Mainstream Rock (Billboard)          | 22              |
| США Alternative Songs (Billboard)        | 24              |

### Одобрительный отзыв
В 2002 году журнал «Kerrang!» разместил трек «Disposable Teens» на 73-е место в списке «100 величайших синглов всех времён».